# Embajada de Ucrania en Letonia
La Embajada de Ucrania en Riga es la misión diplomática de Ucrania en Letonia. El edificio de la embajada se encuentra en la calle Kalpaka Bulvāris en Riga. El embajador de Ucrania en Letonia ha sido Oleksandr Mischenko desde 2019.

## Historia
Tras el colapso de la Unión Soviética, el 26 de agosto de 1991, Ucrania reconoció la independencia de la República de Letonia; en turno, el 4 de diciembre de 1991, Letonia reconoció la independencia de Ucrania. Las relaciones diplomáticas se establecieron el 12 de febrero de 1992. La embajada de Ucrania en Riga oficialmente abrió en 1995. La inauguración contó con la presencia de Presidente de Ucrania Leonid Kuchma y Presidente de Letonia Guntis Ulmanis.

## Embajadores
1. Volodimir Chorniy (1993-1997)
2. Viktor Mikhalovskiy (1997-2003)
3. Valeriy Zhovtenko (2003-2004)
4. Miron Yankiv (2004-2005)
5. Raul Chilachava (2005-2010)
6. Olexandr Kushnir (2010-2011)
7. Anatoliy Oliynik (2011-2014)
8. Andriy Kozlov (2014-2015)
9. Yevhen Perebiynis (2015-2017)
10. Alisa Podoliak (2017-2019)

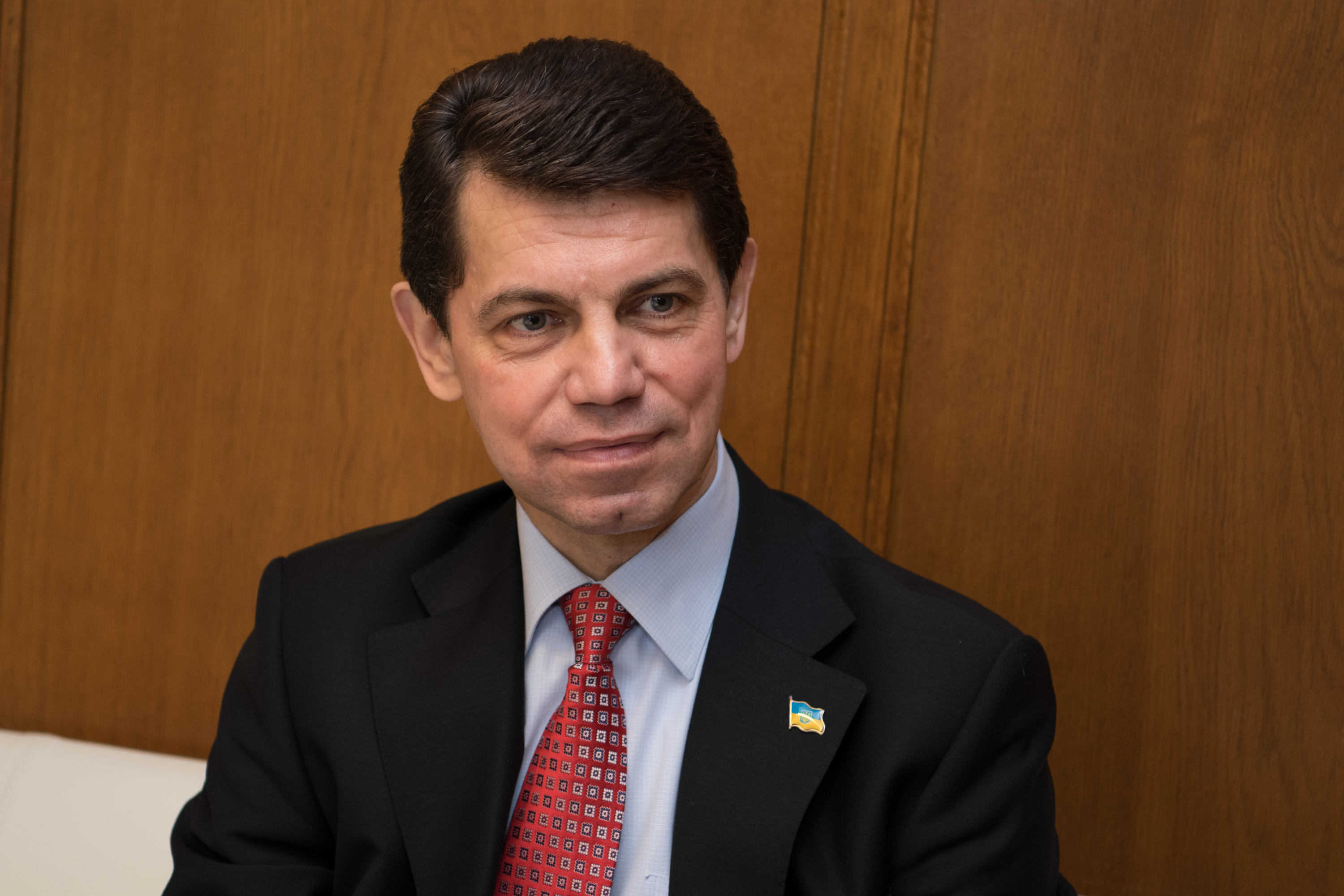
Embajador Oleksandr Mischenko

11. Oleksandr Mishchenko (2019-presente)